# Klebsiella granulomatis
Klebsiella granulomatis (anteriormente Calymmatobacterium granulomatis) es una especie de bacteria gramnegativa causante del granuloma inguinal o donovanosis.

## Microbiología
Es gramnegativa, pleomórfica, anaerobia facultativa, capsulada y presenta habitualmente pili y fimbrias en su superficie. Se reproduce intracelularmente y se propaga a las células cercanas por la rotura de vacuolas. Estas estructuras, llamadas cuerpos de Donovan, se tiñen bipolarmente, lo que vistas al microscopio les da una forma similar a un imperdible. No puede cultivarse en medios bacteriológicos, pero sí en medios celulares con saco vitelino, células mononucleares o células Hep-2.

## Taxonomía
Ha recibido los nombres Donovania granulomatis y Calymmatobacterium granulomatis, pero análisis realizados en 1999 y 2001 del ARN ribosomal 16S y los genes rpoB y phoE determinaron que pertenece al género Klebsiella.

## Enfermedad

Granuloma inguinal en un pene

K. granulomatis es el agente causal del granuloma inguinal, una enfermedad de transmisión sexual rara endémica de Nueva Guinea, América Latina, India, Vietnam, Australia y el sur de África. De carácter crónico, consiste en la aparición de nódulos elevados en los genitales y la región perianal que evolucionan a úlceras; el período de incubación oscila entre los siete y noventa días.